# آنجلوس شانتی
آنجلوس شانتی (یونانی: Άγγελος Αμπντέλ Χαντί؛ زادهٔ ۷ سپتامبر ۱۹۸۹) با نام عربی مالک شحاده احمد عبد الهادی بازیکن فوتبال یونانی‌تبار اهل اردن است.
از باشگاه‌هایی که در آن بازی کرده‌است می‌توان به باشگاه فوتبال ارگوتلیس، باشگاه ورزشی آ اس ترنچین، باشگاه فوتبال ایراکلیس ۱۹۰۸، و باشگاه فوتبال او.اف.آی کرته اشاره کرد.
وی همچنین در تیم ملی فوتبال اردن بازی کرده‌است.